# Daniele Sottile
Daniele Pasquale Sottile (ur. 17 sierpnia 1979 w Milazzo) – włoski siatkarz grający na pozycji rozgrywającego. 

## Sukcesy klubowe
Superpuchar Włoch:
- 1996, 1999, 2002

Puchar Europy Zdobywców Pucharów:
- 1997, 1998
- 1999, 2000

Superpuchar Europy:
- 1997

Mistrzostwo Włoch:
- 2022[2]
- 1998, 2023[3]

Puchar Włoch:
- 1999

Puchar CEV:
- 2013

Puchar Challenge:
- 2014

Klubowe Mistrzostwa Świata:
- 2021

## Sukcesy reprezentacyjne
Mistrzostwa Świata Kadetów:
- 1997

Puchar Świata:
- 2015

Mistrzostwa Europy:
- 2015

Igrzyska Olimpijskie:
- 2016